# Das Ende (Anna Seghers)
Das Ende ist der Titel einer 1945 entstandenen Erzählung von Anna Seghers, die erstmals 1946 in New York  in der Sammlung Der Ausflug der toten Mädchen und andere Erzählungen herauskam. Ein Jahr später erschien sie ebenfalls in der Neuausgabe des Buches in Berlin. Die Autorin greift darin auf die Figur des Scharführers Zillig aus dem Roman Das siebte Kreuz zurück und verfolgt dessen Schicksal nach dem  Zweiten Weltkrieg. Geschildert werden die letzten Stationen seiner Flucht, nachdem er versuchte, in sein altes Leben auf einem Bauerndorf zurückzukehren.

## Überblick
In Umkehrung der Flucht der KZ-Häftlinge des Romans „Das siebte Kreuz“ ist in der Erzählung „Das Ende“ der KZ-Aufseher Zillich der Verfolgte. Nach der zufälligen Begegnung mit dem ehemaligen Häftling Volpert, der in einer Parallelhandlung die Fahndung auslöst und auch selbst recherchiert, flieht er aus seinem Dorf. In einer Stationensequenz versucht er unterzutauchen, wird aber auf jeder Etappe mit seiner Vergangenheit konfrontiert.

## Vorgeschichte im Lager Piaski
Nach Westhofen arbeitet Zillich als Wachmann in verschiedenen Lagern, zuletzt unter dem aus dem „Siebten Kreuz“ bekannten Kommandanten Sommerfeld in Piaski. Er bewacht zusammen mit seinem Kollegen Nagel und dem Personal die meist jüdischen Insassen, die er schmierige Treppen ablecken lässt, und quält die Arbeitskolonnen mit Strafexerzieren. „Gleichgültig-aufmerksam“ verfolgt er die Ausführung seiner Befehle: Hinrichtungen am Galgen, nächtliche Erschießungen, zu-Tode-Prügeln. Vor Anrücken der Sowjets werden die meisten Gefangenen erschossen. Die Aufseher verändern ihr Aussehen und ihre Namen, setzen sich in den Westen ab und tauchen dort unter. Zillich kehrt zu seiner Familie auf den abgelegenen Bauernhof zurück. Während er vor dem Krieg als SA-Mann oft bei Schlägerei-Einsätzen unterwegs war, seine Frau für sich arbeiten ließ, sie schlecht behandelte und in der Kriegszeit seine Familie nur ab und zu im Urlaub besuchte, erwirbt er jetzt durch seine Arbeitsamkeit die Achtung der Dorfbewohner und er fühlt sich sicher.

## Inhalt
In der amerikanischen Besatzungszone leitet der Ingenieur Kurt Volpert einen Reparaturzug bei der Instandsetzung einer Eisenbahnstrecke in einem süddeutschen Mittelgebirge. Er begegnet zufällig dem Bauern Zillich, der mit seiner Frau und den vier Kindern in der Nähe des, wie auch die anderen Orte, fiktiven Dorfes Zeißen wohnt. Seine abstehenden Ohrläppchen erinnern ihn an einen „Das Schweinsohr“ genannten brutalen Büttel im KZ, das Volpert im Chaos der letzten Kriegstage überlebt hat. Er denkt über die Ähnlichkeit nach und möchte den Bauern befragen, doch dieser ist plötzlich verschwunden und hat seiner Frau die Nachricht hinterlassen, er sei zur Arbeit auf einem Neubau gerufen worden.
Darauf beginnt Volperts Handlungsstrang und damit der Aspekt der rächenden Gerechtigkeit. Der Ingenieur meldet seine Beobachtung der alliierten Behörde, und dann noch einmal mit ergänzenden Angaben, und lässt Zillich auf die Suchliste der NS-Verbrecher setzten. In Braunsfeld findet man auf Grund seiner Beschreibung Zillichs Spur und folgt ihr bis zur Baustelle. Doch inzwischen gab es in der Fabrik eine Explosion, und die Behörde geht von Zillichs Tod aus und meldet dies seiner Frau. Parallel dazu macht sich Volpert selbst auf die Suche. Er fährt nach Zeißen und spricht mit dem Bürgermeister Abst und dem Lehrer Degreif, die beide im KZ inhaftiert waren. Sie haben Verständnis für Volperts Racheforderung, doch der Lehrer richtet seinen Blick auf Zillichs Sohn Hans: „Damit die da leben können […] und besonders der da. […] Ich habe in einem Märchen gelesen, der Teufel hätte einmal ein Mädchen geschändet. Da hat ihr der Himmel erlaubt, einen Sohn zu gebären, der nur die guten Eigenschaften vom Vater erbt. […] Der Sohn wurde ausnehmend klug.“ Während sich Hans und Volpert gegenseitig finster anblicken, will sich Degreif, nachdem Zillichs vermutete Selbsttötung bekannt wird, um den Jungen kümmern, der seinen Vater hasst. Am Ende der Erzählung gibt er dafür eine Erklärung: „Der Junge hatte nichts anderes als Schande und Ekel von seinem Vater erfahren. Der Vater hatte ihn in die Welt gesetzt und dann im Stich gelassen. Jetzt mußte ein anderer, ein fremder Vater, jetzt mußte er selbst für ihn sorgen.“
In der Kontrasthandlung beginnt für Zillich mit seiner Identifikation die Flucht von einer Station zur nächsten, weil er auf jeder Etappe einer Figur seiner Vergangenheit oder einer Person begegnet, die ihn verraten könnte. Dabei ist er sich keiner Schuld bewusst: Er habe nur Befehle der Führer ausgeführt. Jetzt will er in Ruhe leben und erwartet von den „Kameraden“ auf der Wanderung oder an den Arbeitsplätzen Unterstützung.
- Auf einer Landstraße bei Weinheim spricht ihn ein altes Männlein, das ihm noch mehrmals begegnen wird, mit einer Aster im Knopfloch an, stellt sich als Peter Niemand vor, testet ihn mit Fangfragen, pfeift Schlager, Märsche und kommunistische bzw. nationalsozialistische Kampflieder und beobachtet seine Reaktion. Zillich nennt ihm seinen neuen Namen „Schulze“. Der Alte macht ihm Hoffnung, in einer nahegelegenen Grube, in der Sand für die Mammolsheimer Zementfabrik am anderen Ufer gefördert wird, Arbeit zu finden.

- In der Sandgrube bei Erb im Kreis Weinheim taucht das Männlein wieder auf. Diesmal nennt es sich Peter Freitag und hat eine Butterblume im Knopfloch. Freitag berichtet von einer Razzia in einer Baracke, bei der ein Todeslager-Kommandant und einer namens „Schulze“ verhaftet worden seien, die jetzt bestimmt gehenkt würden, und philosophiert, alles sei Schicksal. Wegen seines Fleißes wird Zillich schnell zum Vorarbeiter befördert und treibt seine Gruppe zu größerer Anstrengung an. Darauf kommt es zu Reibereien, Beschwerden und Spott. Er fürchtet aufzufallen, denkt an die beiden Verhaftungen und nimmt schnell seinen Abschied.

- Zillich wandert nach Braunsfeld, sieht dort die Kriegsschäden und blickt in einen Granattrichter. Ein uralter Mann mit leichenhaftem Gesicht und Krücken fordert ihn auf: „So spring doch, mein Sohn […] Man sagt doch, daß sich der Abgrund schließt, wenn man ein Opfer hineinwirft.“[4]. Die nächste symbolhafte Begegnung hat er in der Kirche. Ein junger Mann klagt ihm seine Schuldgefühle, weil er als Soldat im Dorf Sakoje Frauen, Kinder und alte Männer erschießen musste. Zillich versteht nicht, was dieser mit „höherem Befehl“ und einer „inneren Stimme“ meint, und versucht ihn zu beruhigen, er habe nur Befehle ausgeführt, den höheren Befehl habe sein Leutnant erhalten. Er solle sich ausruhen, dann ginge es ihm besser. In der Stadt findet er Arbeit in einer Spenglerei. Die Mutter der beiden Handwerker wartet auf Rückkehr ihres jüngsten Sohnes, der in einem KZ inhaftiert worden ist. Als man entdeckt, dass sich Zillich die Ohrläppchen angeklebt hat, gibt er eine unglaubwürdige Erklärung und läuft davon.

- Seine nächste Station ist eine Fabrikbaustelle in Erbenfeld. Hier sollen einmal für die Amerikaner Waffen produziert werden. Zwei Kollegen, Hans und Franz, die ihm bei der Anstellung geholfen haben, wollen ihn zur Vorbereitung eines Anschlags bewegen. Darauf lässt er sich nicht ein: „Ja, früher war auch er zu jeder Tollkühnheit bereit gewesen. Er war mit dem Führer durch dick und dünn gegangen. Der Führer war aber tot. […] Er würde nicht noch einmal auf Führermätzchen hereinfallen. Sie hatten ihm Ruhm und Glanz versprochen, einen Anteil an ihrer eigenen Macht. Sie hatten ihn damit von zu Hause weggelockt, von seinem Pflug und von seinem Acker. Sie hatten ihm wunder was versprochen – was war dabei herausgekommen? Verfolgung, Angst und Verlassenheit.“[5] Noch in der Nacht verlässt er den Bauplatz.

- Nach der Wanderung über eine Hochfläche kommt er an einen Staudamm und hilft mit, das Stauwerk wieder in Betrieb zu setzen. Unter den Arbeitern begegnet er seinem Aufseher-Kollegen Nagel aus Piaski, der Frisur und Bart verändert hat und sich jetzt Stegerwald nennt. Weil er mit ihm um die Position des Oberaufsehers rivalisierte, misstraut er ihm und verschwindet heimlich aus der Baracke in die Nacht hinaus.

- Er ist entmutigt und entschließt sich, wieder in sein Dorf zurückzukehren, er hofft, vielleicht habe Volpert ihn gar nicht erkannt. Auf dem Feld sieht er seinen ältesten Sohn Hans und lässt ihn seine Frau holen, um die Lage zu sondieren. Sie erzählt ihm, Ermittler gingen davon aus, dass er bei der Explosion der Fabrik in Erbenfeld ums Leben gekommen sei. Er solle weggehen und das sei auch besser für die durch seine Verbrechen schwer belastete Familie. Mit der Verwünschung „Du verdammtes Aas!“ verlässt er den Ort.

- Er setzt mit einer Fähre über den Fluss und übernachtet in einem Schuppen. Dort erzählt ihm ein anderer Wanderer, nach einem Jahr Haft in Piaski freue er sich jeden Morgen beim Aufwachen seiner Freiheit, gleichgültig wo er sei. Zillichs Lebensgefühl ist dazu konträr: „Es gab keine Zuflucht. Sein Weib nahm ihm nicht auf und erst recht kein Fremder. […] Hier auf dem Ufer gab es unzählige neue Gefahren. Es zog ihn zu dem Fluß zurück, der dunkel floß in der starren, stumpfen Dunkelheit. […] Das beste wäre für ihn jetzt zu verschwinden.“[6]

- In der Stadt Erbach findet er eine Schlafstelle. Hier taucht das Männlein, diesmal mit einem Mispelzweig im Knopfloch, wieder auf, spricht ihn mit „Heil Zillich“ an und meint auf dessen Warnung, ihn zu verpetzen, das sei „gar keine schlechte Idee“. Zillich will ihm diesen „Spaß“ nicht gönnen und erhängt sich am Fensterhaken.

## Vorgeschichte im KZ Westhofen
Im Roman „Das siebte Kreuz“ tritt Zillich nur in wenigen Kapiteln auf (z. B. Kp. I,4; Kp. III,1; Kp. V,3; Kp. VI,1 u.7). Er gehört im Herbst 1937 zur „Equipe“ des Kommandanten Fahrenberg. Als Befehlsempfänger, Melder, Blitzableiter für die jähzornigen Attacken des Vorgesetzten, nachdem sieben Häftlinge aus dem Lager geflohen sind, ist er auf Unterordnung gedrillt. Als Leiter der SA-Gruppe beaufsichtigt er die Folterverhöre der wieder eingefangenen Ausbrecher und lässt sie zur Warnung der auf dem Hof angetretenen Inhaftierten an Kreuze binden.
Im 6. Kp. (VI, 7) wird Zillichs Lebensgeschichte skizziert, etwas ausführlicher als in der Erzählung „Das Ende“: Er wächst als Bauernsohn bei Wertheim auf und kämpft als Soldat im Ersten Weltkrieg. „Sein angeborener Verstand, seine Riesenkräfte waren von klein auf eingezwängt, unberaten, unerlöst, unverwendbar. Er hatte im Krieg das eine gefunden, was ihn erleichterte. […] Er wurde nicht wild beim Anblick des Blutes, wie man es Mördern nachsagt. Das wäre noch eine Art Rausch gewesen, noch heilbar, vielleicht durch andere Räusche. Der Anblick des Blutes beruhigte ihn. Er wurde so ruhig, als ströme sein eigenes Blut aus der tödlichen Wunde, wie ein eigener Aderlaß. Er sah hin, wurde ruhig und ging weg, und er schlief dann auch ruhig.“ Einen solchen Blick der „Ruhe“ und „Ebenbürtigkeit“ wird der blutüberströmte Wallau am Ende seines Verhörs auf sich gerichtet sehen und dabei denken: „Das ist der Tod“.
1918 kehrt Zillich in seinen verwahrlosten Bauernhof zurück und überlässt seiner überforderten Frau weiterhin die Arbeit. Stattdessen sitzt er im Wirtshaus und räsoniert mit den anderen Gästen über den verlorenen Krieg und die wirtschaftliche Not. Schuld daran sind immer die anderen. Widerspricht ihm jemand, kommt es zu Prügeleien. Sein Hof wird zwangsversteigert und er muss den winzigen Hof der Schwiegereltern übernehmen. Von der schweren Ackerarbeit befreit ihn ein Kriegskamerad, indem er ihn für die SA anwirbt. Jetzt schlägt er sich mit Kommunisten und bekommt für eine Messerstecherei eine Gefängnisstrafe. Nach der Entlassung trifft er bei einem SA-Treffen Fahrenberg, seinen Leutnant aus dem Krieg. Dieser verhilft ihm zu einer Anstellung im Lager Westhofen. Hier ist er vom Wohlwollen des launischen Vorgesetzten abhängig. Nach der Flucht der sieben Häftlinge wird der Kommandant abgelöst und durch Sommerfeld ersetzt, Zillich muss die Verantwortung für die „Besondere Kolonne“ abgeben und fragt sich, ob sein Chef ihn mit zu seiner neuen Stelle nimmt, ob er in Westhofen nach Auflösung der Clique allein zurückbleibt oder ob er seinen Posten verliert und wieder auf den Bauernhof zurückkehren muss. Seine Frau hofft im Gegensatz zu ihm auf seine Rückkehr, um durch seine Arbeitskraft das verpachtete Feld wieder selbst zu bewirtschaften und dadurch Geld zu sparen. Außerdem rechnet sie damit, dass sie durch seine Beziehungen als Alter Kämpfer und ihren Kinderreichtum bevorzugt behandelt werden.

## Rezeption
Die Erzählung „Das Ende“ wird meist in Verbindung mit dem Roman „Das siebte Kreuz“ rezipiert, z. B. von Sonja Hilzinger Dabei werden neben der Thematik auch die sprachlichen Mittel fokussiert: Kontrasthandlung, Stationensequenz, Mischung aus realistisch gezeichneten Personen und Symbolfiguren mit surrealen Verhaltensweisen, wie das alte Männlein.